# Aliaxei Romanovich
Aliaxei Romanovich –en bielorruso, Аляксей Рамановіч– (30 de agosto de 1989) es un deportista bielorruso que compitió en esgrima, especialista en la modalidad de sable. Ganó una medalla de bronce en el Campeonato Europeo de Esgrima de 2008, en la prueba por equipos.

## Palmarés internacional
| Campeonato Europeo | Campeonato Europeo | Campeonato Europeo | Campeonato Europeo |
| Año                | Lugar              | Medalla            | Prueba             |
| ------------------ | ------------------ | ------------------ | ------------------ |
| 2008               | Kiev (Ucrania)     | Medalla de bronce  | Sable por equipos  |